# Facil-båtar AB
Facil-båtar AB, tidigare Oaxen Marin AB, senare Facil-båtar AB, var en svensk plastbåttillverkare i Oaxen i Södertälje kommun.
Båtkonstruktören Tommy Stål och segelmakaren Joakim Ringenson grundade 1975 Oaxen Marin i Oaxen, som tillverkade segelbåtarna Facil 26, Facil 35, Facil 30, Facil 350 XO och Comfortina 36. Företaget lades ned 1987.

## Tillverkade båttyper i urval
- 1976 Facil 26, ritad av Tommy Stål[1]
- 1980 Facil 35, ritad av Rolf Magnusson och Tommy Stål[2]
- 1983 Facil 30, ritad av Tommy Stål[3]
- Mitten på 1980-talet Comfortina 36, ritad av Rolf Magnusson[4]
- Omkring 1986 Facil 355 XO